# Адгезія клітин
Адге́зія кліти́н — це біологічний процес, що характеризується взаємодією клітин з іншими клітинами, позаклітинною матрицею або іншими біологічними поверхнями шляхом прилипання до них. Клітинну адгезію регулюють специфічні білки — молекули клітинної адгезії (CAM, від англ. cell adhesion molecules), що служать посередниками при взаємодії з молекулами клітини партнера або поверхні. Ці молекули називаються рецепторами, а молекули, які вони визнають — лігандами або протирецепторами.
У тканинах багатоклітинних організмів клітинна адгезія необхідна для утримання клітин разом. Крім того, згідно з гіпотезою диференційної адгезії, цей процес важливий для розвитку ембріону, коли клітини різних типів групуються разом, формуючи тканини. Деякі рецептори адгезії, наприклад інтегріни, також мають можливість сигналізувати клітині про наявність ліганду, виклаючі або пригнічуючі процеси клітинної диференціації. У одноклітинних організмів клітинна адгезія важлива для формування біофільмів, колонізації поверхонь і патогенезу.